# J-STO
J-STO（Japan Security Token Offering：ジャパン・セキュリティ・トークン・オファリング）は、東京都港区に本社を置く、レヴィアス株式会社が開発を行うブロックチェーン技術を活用したシステム及びフィンテックのサービスである。
日本における合法的なSTO（Security Token Offering：セキュリティ・トークン・オファリング）を日本スタイルで展開するという意味から、Japan Security Token Offering（ジャパン・セキュリティ・トークン・オファリング）の頭文字を取り、J-STOと名付けられた。

## 概要
J-STOは、これまで文書による契約書その他のアナログで管理されていた各種契約内容・資産に関する情報について、ブロックチェーン技術及びAI技術を活用した信頼性の高いデジタル方式で管理することができる仕組みである。
資産の保有者に対して、契約上の地位の証となるセキュリティトークン（電子的証票）が出資持分に応じて付与される。このセキュリティトークンには、出資者が確かに出資を行なったという事実に基づく証拠情報（出資契約書等）が組み込まれており、出資者（セキュリティトークンの保有者）は、セキュリティトークンに組み込まれたプログラムを介して、自己の保有している資産に関する情報を随時閲覧することができる。また、特定のユーザー間においては、契約上の地位の移転に関する相対取引の申込み、各種契約に付随する一連の合意・承諾手続、各種資産に関する名簿の自動書換え等を行うことが可能となる。
ブロックチェーン上の記録は、チェーントレーサビリティによって記録され、AML等に対する証跡情報として保管される。

## 特徴
J-STOで発行されるセキュリティトークンは、現状、特定の資産又は契約上の権利を有していることを裏付ける電子的証票となる証拠証券としての性質を持つ。なお、現行のシステムでは、単にブロックチェーン上の記録を書き換えることにより、対象資産又は契約上の権利の移転の効果が発生するものではなく、システム外で対象資産又は契約上の権利の移転に関する手続を行う必要がある。
J-STOは、現行の日本法の枠組みの下で定義化された流動プログラムにより、これまで一般的に行われていた人的コストを要する契約や資産の譲渡に関する手続を自動化する通信ツールとして機能する。

## コンセプト
日本国内でSTOを展開することは、法的な問題等からハードルが高く、STOは主に比較的規制の緩い海外で行われるのが主流である。
J-STOは、このような流れとは逆の発想を持ち、日本企業が日本国内で行う事業に対する必要な資金調達等について、自国の厳しいルールに則り、それをクリアするからこそ、初めて国際的な信用力及び投資家保護の観点を備えることが可能となり価値の創出につながるというコンセプトを持つ。
ホームである日本を重視し、そこから日本と諸外国との接続に関するレギュレーションを一つ一つ構築していくことで、日本市場と海外市場を繋ぎ、グローバルな社会ルールと適合したセキュリティトークン市場におけるデファクトスタンダードのモデル構築によって、デジタルトランスフォーメーションの一翼を担うことを目指している。

## 沿革
2019年
- 3月 - 日本初のJ-STOを展開。現行の日本法の枠組みの下で組成された事業型ファンド（集団投資スキーム）が行うSTOを意味する日本初のJ-STOを展開。起業家と投資家をボーダレスに繋ぎ、優秀な起業家がグローバルで挑戦できる機会を生み出すことを目的とし、STOによる機動的な資金調達を通じて起業家をサポートするための総合的ソリューションの構築・展開を目指す。
- 8月 - 太陽光J-STOを展開。セキュリティトークンの活用により、多くの投資家に新しい投資環境を提供し、太陽光ファンド市場の活性化に向けて貢献していくことを目的とした太陽光ファンドの資金調達スキームとなる「太陽光 J-STO（Japan Security Token Offering）」の資金調達を支援。
- 10月 - J-STO Equityを展開。日本初の株式型セキュリティトークンを用いた第三者割当増資による資金調達を実施。ブロックチェーン技術を応用して新株発行による資金調達、株主名簿の名義書換その他の株式に関する情報管理・処理について、デジタル方式で行うことが可能になる通信プロトコルおよび専用インターフェース（J-STOプラットフォーム）を開発。
- 12月 - 日本初のセキュリティトークンを通じた資産の譲渡（セカンダリ取引）を実施。太陽光J-STOで発行された出資者の地位の証となるセキュリティトークンを通じて、これまで一般的にあまり行われることのなかった匿名組合契約における出資持分の譲渡（相対取引）が行われ、同契約上の地位の移転が完了。これにより、セキュリティトークンによるセカンダリ（二次流通）取引が、日本で初めて実施された。